# Телфеър (окръг, Джорджия)
Окръг Телфеър (на английски: Telfair County) е окръг в щата Джорджия, Съединени американски щати. Площта му е 1150 km², а населението - 11 794 души (2000). Административен център е град Макрей.